# ایشکاروو
ایشکاروو (انگلیسی: Ishkarovo) یک شهرک در شهرستان ایلیشفسکی استان باشقیرستان کشور روسیه است.